# Битка код Бибераха
Битка код Бибераха одиграла се 2. октобра 1796. године између војске Француске и Хабзбуршке монархије. Битка је део Француских револуционарних ратова и завршена је победом Француске.

## Битка
Француску војску предводио је генерал Жан Моро и она је бројала 36 000 војника. Аустријску војску од 23 000 војника предводио је генерал Максимилијан Антон Карл. Након пораза код Вирцбурга, Моро је морао да се повуче из јужне Баварске. Аустријски генерал Антон Карл упорно га је гонио војском. До битке је дошло код места Биберах, на 35 км југозападно од Улма. Француска војска однела је одлучну победу.